# 강일동
강일동(江一洞)은 대한민국 서울특별시 강동구에 위치한 행정동이다.

## 개요
예전에는 이 동네와 상일동 사이에 흐르는 게내(蟹川)의 아래쪽에 위치한다고 하여 "하일리"(下一里)라고 이름붙여졌으며 이것이 1975년 10월 1일 강남구 하일동으로 되었다. 이후 한자의 뜻이 좋지 않다고 생각한 주민들의 민원으로 2000년 1월 1일 강동구 강일동으로 행정동명을 변경하여 오늘에 이르며, 2007년 1월 1일에는 법정동도 강동구 강일동으로 변경하였다.
경기도 하남시와 경계를 맞대고 있는 도농복합지역으로 농촌 지역이 대부분을 차지하고 있었고 1967년 흥인동, 서부이촌동 철거민과 1968년 창신동, 숭인동 화재민의 집단 이주 지역으로 이용되었다.
강동공영차고지가 이곳에 있고 또 수도권제1순환고속도로를 중심으로 고덕동의 고덕차량사업소와 마주보고 있으며 이후 서울 지하철 5호선을 하남시로 연장하기로 하면서 2021년 3월 27일에 강일역이 신설되었다.

## 역사
옛지명으로 자연마을인 가래여울(楸灘), 벌말(坪村), 강매터, 건너말, 구석말, 능골, 말우물(斗井谷) 등이 있었다. 가래여울에는 과거 남평 문씨 집성촌이 있었고 현재도 자연마을로 남아있다. 벌말(평촌마을)은 최근까지 동족마을로서의 특징과 산신제의 전통을 이어왔다. 능골, 강매터 등은 아파트가 개발되며 마을이 사라졌다.

## 법정동
- 강일동

## 주요 시설
- 강일도서관
- 강동보건소 강일보건지소
- 강일동 보호수[3]
- 강일동주민센터

## 교통
- 올림픽대로
- 강동공영차고지
- 고덕차량사업소
- 수도권제1순환고속도로, 서울양양고속도로 강일 나들목
- 아리수로
- 고덕로

## 교육
- 강일고등학교
- 강동중학교
- 서울강일초등학교
- 서울강빛초등학교
- 서울강솔초등학교
- 강빛중학교

## 아파트
- SH공사
  - 고덕리엔파크 1단지 - 2011년 1월 입주 / 신동아건설
  - 고덕리엔파크 2단지 - 2011년 1월 입주 / 신동아건설

## 같이 보기
- 대한민국의 행정 구역